# Roslagens flagga

Roslagens inofficiella flagga.

Roslagens flagga är en inofficiell flagga som symboliserar Roslagen.
Sommaren 2020 lanserade en roslagsbo med flaggintresse, Erik Rudolfsson, Roslagens flagga. Initiativet  fick stöd av flera turistorganisationer, marknadsföringsplattformar för Roslagen och roslagskommuner. Erik Rudolfsson sökte efter en befintlig flagga som representerade Roslagen och när han misslyckades beslöt han att utforma en själv.
Flaggan är en mörkblå korsflagga med ett gult kors som har vita ytterlinjer. Den mörkblå färgen och gula korset alluderar till den gammalsvenska flaggan, svenska flaggan hade en mörkare blå ton före flagglagen 1906. Det gula är också en referens till postrodden till Åland och korsets vita ytterkant segling och det ombytliga havet; havet med vita segel, vita gäss när det stormar och isen som ibland varken bär eller brister.
Flaggan är en av de inofficiella flaggor som får hissas på kommunala flaggstänger i Österåkers kommun. Utöver Österåker så hissas flaggan även i Norrtälje och Östhammars kommun i samband med Roslagens flaggdag den 21 juni.